# Villers-les-Bois
Villers-les-Bois é uma comuna francesa na região administrativa de Borgonha-Franco-Condado, no departamento de Jura. Estende-se por uma área de 10,5 km². Em 2010 a comuna tinha 216 habitantes (densidade: 20,6 hab./km²).